# چاملیجا (یوسف‌علی)
چاملیجا (به ترکی استانبولی: Çamlıca) یک منطقهٔ مسکونی در ترکیه است که در یوسف‌علی واقع شده‌است. چاملیجا ۱۲۴ نفر جمعیت دارد.